# Hmelîșce, Berdîciv
Hmelîșce (în ucraineană Хмелище) este un sat în comuna Skakivka din raionul Berdîciv, regiunea Jîtomîr, Ucraina.
Localitatea face parte din regiunea istorică Volânia, iar după tratatul de pace de la Riga din 1921 a devenit parte a Uniunii Sovietice.

## Demografie
Componența lingvistică a localității Hmelîșce
     Ucraineană (100%)
Conform recensământului din 2001, toată populația localității Hmelîșce era vorbitoare de ucraineană (100%).